# ウラケン・ボルボックス
ウラケン・ボルボックス（1983年 - ）は、日本のイラストレーター、漫画家、コンテ・マン。
佐賀県鹿島市出身。日本大学芸術学部映画学科（撮影・録音コース）卒業。旧ペンネームはウラケン。

## 経歴
幼少期から絵を描くことが好きで、佐賀県立鹿島高等学校在学中は美術部に所属していた。
映画監督を目指して日本大学芸術学部映画学科に進学したが、「映画での『食べ方』が分からず、CMも面白そうだったから」との理由で、卒業後はCM制作会社に就職した。
しかし、映像制作の現場は「性に合わなかった」といい、ストレスから椎間板ヘルニアを患い入院した。入院中にエッセイ漫画を描いてみたところ、「絵の方が性に合っている」と感じ、職場復帰後にコンテ・マンの仕事を奨められたこともあって、入社3年目で退職し独立した。
独立後はテレビCMのコンテ・マンとしての仕事を中心に活動していくが、コンテは作品として残らないことからコンテ以外での活動を志し、自身のツイッターに鑑賞した映画に関連するイラストを投稿。これを機にイラストレーターとしての仕事も増えていった。
2019年には初の著書である「侵略!外来いきもの図鑑 もてあそばれた者たちの逆襲」を出版。きっかけとなったのは近所の公園で大量発生していたミシシッピアカミミガメ（通称・ミドリガメ）を見たことで、なぜこんなに増えたのかと思い、イラストと共にツイッターに投稿。更に当時公開間近だった映画『ガーディアンズ・オブ・ギャラクシー:リミックス』にちなみ、アライグマなどのイラストも投稿したところ、それらが編集プロダクション関係者の目に留まり、出版に至ったものである。

## 人物
既婚で、3児の父である。2015年8月に第1子（長女）、2017年5月に第2子（次女）、2021年5月に第3子（長男）が誕生している。
大学進学以来東京在住であったが、次女の誕生を控えた2017年に福岡県に移住した。
2018年までは自身のニックネームである「ウラケン」をペンネームとして使用していたが、SNS上で自身以外の「ウラケン」が非常に多いこと、特に『ベルセルク』の作者である三浦建太郎もウラケンと呼ばれていたことから改名を検討し、2019年より現在の「ウラケン・ボルボックス」に変更した。ボルボックスは小学生の頃に理科の授業で知って以来気になっていたというボルボックスに由来する。
X（旧Twitter）において「東電社長！今から福島第一原発の海から復活したゴジラが東電本社と首相官邸踏み潰しに行くんでヨロ！#シン・ゴジラ でマジでそういうシーンあったら拍手喝采なんだけどなぁ…」との投稿が福島に対する差別ではないかと批判された。この批判に対しウラケンは「福島県や被災地を貶める意図は一切ありません。批判の対象は東電と政府の責任構造です。風刺と差別はまったく別のもの」との反論を行った。

## 作品

### 著書
- 侵略!外来いきもの図鑑 もてあそばれた者たちの逆襲（監修：五箇公一、2019年2月26日発売、パルコ出版）ISBN 9784865062922
- なんてこった! ざんねんなオリンピック物語（2020年2月26日発売、JTBパブリッシング）ISBN 9784533138072
- ご先祖さまは弱かった! 激ヨワ人類史（監修：長谷川政美、2021年3月12日発売、西東社）ISBN 9784791630073

### 連載
- 金曜日のウラケン（佐賀新聞Fit ECRU、佐賀新聞社、2020年12月 - ） - 毎月第3金曜日掲載
- サーガくんの佐賀弁講座（空飛ぶ道の駅マガジン、春秋航空日本、2018年夏号 - 2019年冬号、全3回）